# Prosthechea cretacea
Prosthechea cretacea là một loài thực vật có hoa trong họ Lan. Loài này được (Dressler & G.E.Pollard) W.E.Higgins miêu tả khoa học đầu tiên năm 1997.